# 顺河乡 (夹江县)
顺河乡，是中华人民共和国四川省乐山市夹江县曾经下辖的一个乡。2019年9月，撤销甘霖镇和顺河乡，将其所属行政区域划归甘江镇管辖。

## 行政区划
顺河乡撤销前下辖以下地区：
同心村、前进村、上游村、正觉村、山河村、蔡河村、龙兴村和宿坪村。